# تلوث حراري

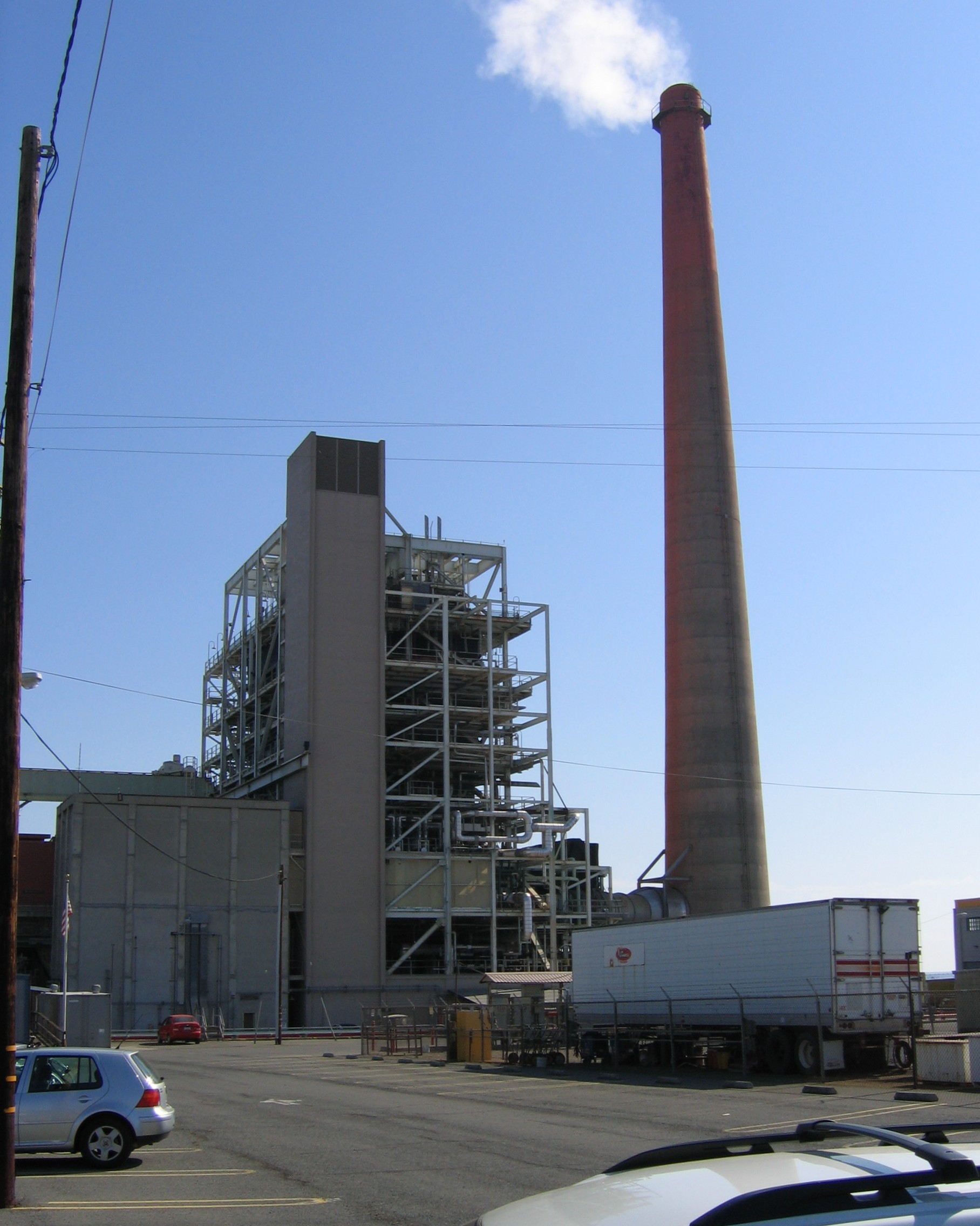

التلوث الحراري (بالإنجليزية: Thermal pollution)‏ هو تراجع جودة المياه بسبب تغير درجة الحرارة المحيطة.
السبب الشائع لهذا التلوث هو استخدام المياه كمبرد لمحطات الطاقة وللصناعات حيث عندما ترجع المياه للطبيعة بدرجة حرارة أعلى يقل دعم الأكسجين وذلك بناء على فرق درجة الحرارة مما يؤثر تماماً على التركيب البيئي.
عندما تقوم أحد محطات الطاقة ببدء التشغيل أو التوقف لأي سبب، الكثير من الأسماك والكائنات البحرية -والتي قد تكيفت للعيش في درجة حرارة معينة- قد تتعرض للموت المفاجىء بما يطلق عليه «الصدمة الحرارية».

## أسباب التلوث الحراري

### في حال ارتفاع درجة الحرارة
يكون السبب الرئيسي هو صناعات توليد الطاقة الكهربائية النووية والحرارية والصناعات النفطية، وذلك عن طريق طرح المياه الساخنة إلى مصادر المياه حيث يستخدم الماء للتبريد وتعود المياه الساخنة إلى هذه المصادر، وتؤثر هذه المياه على الكائنات الحية عن طريق خفض إمدادات الأوكسجين والتأثير على النظام الإيكولوجي ورفع درجة حرارة المصدر وذلك لأن الكمية التي تطرح تكون هائلة جدا. تصرف المياه السطحية (الجارية) في المدن وفي صناعات أخرى كصناعة الحديد و المعادن الصلبة وفي صناعة الورق وتعد أسبابا أخرى غير مباشرة للتلوث الحراري.

### في حال انخفاض درجة الحرارة
يمكن أن ينجم ذلك عن طريق مصبات المياه الباردة جدا من خزانات السدود إلى الأنهار التي تكون أكثر دفئا. ويؤثر ذلك على الأسماك وخصوصا بيض السمك واليرقات واللافقاريات الصغيرة وعلى إنتاجية النهر.

## الآثار البيئية - المياه الدافئة
تقلل درجات الحرارة المرتفعة من مستوى الأوكسجين الذائب في الماء. وانخفاض مستويات الأوكسجين الذائب يحدث ضررا بالحيوانات المائية مثل الأسماك والبرمائيات. يمكن أن يؤدي التلوث الحراري أيضا إلى زيادة الأيض للحيوانات المائية، ويزيد نشاط الأنزيمات، مما يؤدي إلى استهلاك الكائنات كميات أكبر من الأغذية في وقت أقصر مما لو كانت البيئة لم تتغير. زيادة معدل الأيض يمكن أن يؤدي إلى نقص في مصادر المواد الغذائية، وبذلك نقص في عدد الأحياء.
يمكن أن تؤدي التغيرات في البيئة إلى هجرة الكائنات الحية من المناطق ذات السخونة الحرارية إلى بيئة أخرى أكثر ملائمة، وإلى هجرة الأسماك إلى المناطق ذات السخونة الحرارية لكن ليس عند مصبات المياه الساخنة وهذا يؤدي إلى التنافس على موارد أقل.
ومن المعروف أن التغيرات في درجات الحرارة بدرجة واحدة أو اثنتين قد يؤدي إلى تغييرات كبيرة في التمثيل الغذائي وغيرها من الآثار الخلوية البيولوجية الضارة. قد تصل درجة الحرارة إلى 70 درجة فهرنهايت للمياه العذبة، و 80 درجة فهرنهايت للمياه المالحة، و 85 درجة فهرنهايت للمدارية .

## الآثار البيئية - المياه الباردة
طرح مياه خزانات السدود الباردة يمكن أن يحدث تغييرا هائلا في الحيوانات والأسماك والأنهار واللافقاريات، وتحد من إنتاجية النهر.
في أستراليا، قضي على الأسماك المحلية في العديد من الأنهار ذات الحرارة المرتفعة نسبيا، وأحدث ذلك تغييرا جذريا في الكائنات اللافقارية. يمكن لدرجات الحرارة المناسبة لأسماك المياه العذبة أن تنخفض إلى 50 درجة فهرنهايت، والمياه المالحة إلى 75 درجة فهرنهايت، والمدارية إلى 80 درجة فهرنهايت.

## آثار كيميائية
سرعة التفاعل الكيميائي أو البيوكيماوي تتضاعف كل عشر درجات مئوية.

## آثار طبيعية
تؤثر على كثافة المياه والشد السطحي وذوبان الغازات في الماء واللزوجة وغيرها .